# Pallare
Pallare je italská obec v provincii Savona v oblasti Ligurie. Nachází se přibližně 50 kilometrů západně od Janova a asi 15 kilometrů severozápadně od Savony.
Pallare sousedí s následujícími obcemi: Bormida, Carcare, Mallare, Millesimo, Osiglia a Plodio.